# 第64步兵師 (德國國防軍)
第64步兵師（德語：64. Infanterie-Division）是納粹德國國防軍陸軍的一個步兵師。該師於1944年6月在科隆組建。
該師組建後調往西線，此後一直在當地作戰。
該師最後於同年10月未在斯海尔德河一帶被殲。

## 註腳
1. ↑  Mitcham（2007年）